# لن آرمیتاج
لن آرمیتاج (انگلیسی: Len Armitage; ۲۰ اکتبر ۱۸۹۹ – ۲۴ ژوئن ۱۹۷۲ ) بازیکن فوتبال اهل بریتانیا بود.
از باشگاه‌هایی که در آن بازی کرده است می‌توان به باشگاه فوتبال پورت ویل، باشگاه فوتبال استوک سیتی، باشگاه فوتبال شفیلد ونزدی، و باشگاه فوتبال لیدز یونایتد اشاره کرد.